# Ранэвэйс
«Ра́нэвэйс» (англ. The Runaways) — американская биографическая драма режиссёра и сценариста Флории Сигизмонди об одноимённой рок-группе 1970-х годов, ставшей первой успешной женской группой в истории рока. Фильм снят по книге «Неоновый ангел: воспоминание беглянки» (англ. Neon Angel: A Memoir of a Runaway) солистки группы Шери Кэрри.
В главных ролях — Дакота Фэннинг (Шери Кэрри) и Кристен Стюарт (Джоан Джетт). Мировая премьера состоялась 24 января 2010 года на кинофестивале «Сандэнс». В ограниченный прокат в США и Канаде фильм вышел 19 марта 2010 года.

## Сюжет
Фильм основан на реальной истории девичьей рок-группы 1970-х годов The Runaways. Снят по книге «Неоновый Ангел» солистки группы Шери Кэрри и свидетельствует о её опыте в качестве рок-звезды, а также выступает предупреждением для подростков и остальных людей о трудностях при борьбе с наркотиками. Space Oddity Дэвида Боуи выступает в качестве метафоры для повествования: медленный отсчёт времени; сюрреальный, но впечатляющий рост к славе; затем отчуждение и выгорание — долгий, долгий путь от дома.
Фильм создан в свободной художественной манере, не претендующей на точное воссоздание истории группы. Время существования группы в шоу-бизнесе сильно сокращено. Состав музыкантов в отличие от реальной группы не меняется до конца, и она разваливается с уходом вокалистки Шери Керри, тогда как в действительности были попытки выступать с другими вокалистками. В реальности первой группу покинула Джеки Фокс (в фильме Робин Робинс) и она же была последней зачислена в коллектив на момент его создания. Лита Форд, которая как и Джетт стала звездой после The Runaways, в фильме показана как персонаж второго плана и о её последующей весьма успешной карьере в последних биографических титрах не упоминается.

## В ролях
- Дакота Фэннинг — Шери Кэрри
- Кристен Стюарт — Джоан Джетт
- Майкл Шэннон — Ким Фоули
- Райли Кио — Мэри Кэрри
- Стелла Маив — Сэнди Уэст
- Алия Шокат — Джэки Фокс (в фильме фигурирует как Робин Робинс[1])

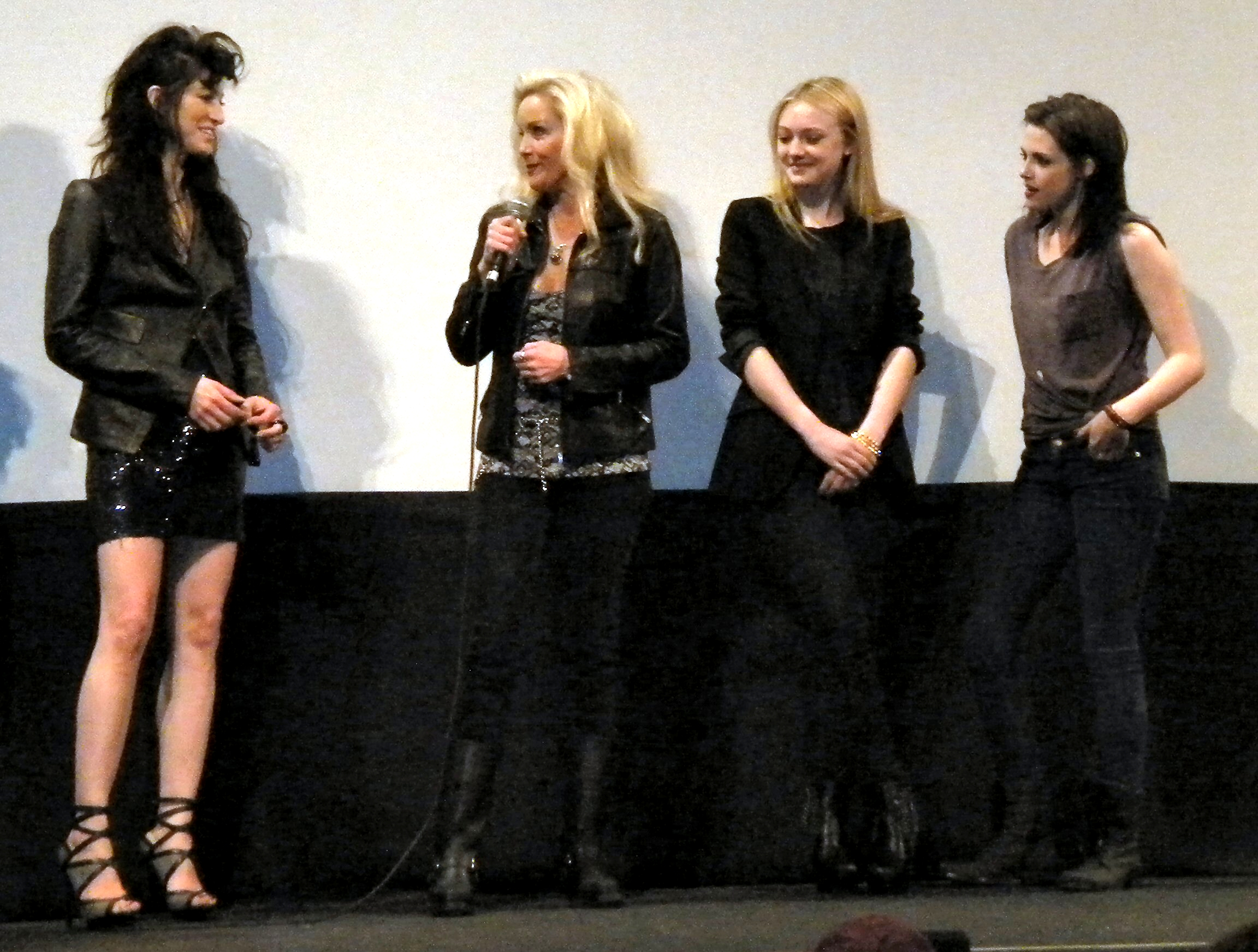
(Слева направо) Флория Сигизмонди, Шери Кэрри, Дакота Фэннинг и Кристен Стюарт

- Скаут Тейлор-Комптон — Лита Форд
- Ханна Маркс — Тэмми

## Съёмки
Съёмки фильма начались в июне 2009 года.
Для съёмок в фильме Кристен Стюарт постригла волосы в рваную стрижку «маллет». Также для этого фильма Стюарт научилась писать левой рукой.